# NSPK (ロシア)
NSPK(国家支払カードシステム)（ロシア語: Национальная система платёжных карт）はロシア国内で銀行カード取引を処理するための運営および支払清算センターであり、ミール (決済システム)の運営者であり、ファスター ペイメント システム(ru:Система быстрых платежей) の運営および決済センターである。
JSC NSPK はロシア連邦中央銀行が100%所有している。